# Aktuell ’83
aktuell ’83 war der Titel einer vom 21. September 1983 bis zum 20. November 1983 von der Stadt München in der Städtischen Galerie im Lenbachhaus veranstalteten Kunstausstellung. Die Konzeption und die Durchführung der Ausstellung hatten Erika Billeter, Vittorio Fagone, Dieter Ronte und der damalige Direktor des Lenbachhauses Armin Zweite übernommen.

## Rezeption
Die Wochenzeitung Die Zeit sah die Ausstellung 1983 als „unverhofft anregenden Antwortversuch“ auf die Frage, womit sich Künstler heute (d. h. 1983) beschäftigen. Die Ausstellung „korrigiere ganz entschieden das Bild von der weithin formierten neuen Kunst, das von den meinungsbildenden Ausstellungen der letzten Monate geblieben ist“, so die Zeit damals. Die Ausstellung wurde jedoch auch kritisch rezipiert. So bezeichnete das Magazin Der Spiegel ebenfalls im Jahr 1983 das Konzept der Ausstellung, Künstler aus vier Städten (Mailand, Wien, Zürich und München) einzuladen, als „Korsett“.

## Teilnehmer
| - Ferruccio Ascari - Filippo Avalle - Kurt Benning - Anton Bruhin - Heinz Cibulka - Pietro Coletta - Hans Danuser - Martin Disler - Ugo Dossi - Peter Emch - Valie Export - Peter Fischli / David Weiss - Yervant Gianikian - Angela Ricci Lucci | - Franz Graf / Brigitte Kowanz - Franz Hitzler - Stephan Huber - Leiko Ikemura - Siegfried Kaden - Clemens Kaletsch - Hermann Kleinknecht - Christina Kubisch - Nikolaus Lang - Thomas Lehnerer - Urs Lüthi - Gottfried Mairwöger - Gerhard Merz - Thomas Müllenbach | - Hidetoshi Nagasawa - Christa Näher - Mimmo Paladino - Friederike Pezold - Fabrizio Plessi - Klaudia Schifferle - Hubert Schmalix - Helmut Schober - Henri Spaeti - Thomas Stimm - Peter Weibel - Turi Werkner - Rainer Wittenborn - Troels Wörsel - Silvio Wolf |